# 聖獣伝承ダークエンジェル
『聖獣伝承ダークエンジェル』（せいじゅうでんしょうダークエンジェル）は、麻宮騎亜による日本の漫画。央国の王とそれぞれ四方を守護する「四聖」の加護を持つ「幻聖」によって守られる世界を舞台とした、中華風のファンタジー漫画である。登場人物のうち幾人かは作者を同じくする『Compiler』のドラマCD『電脳少女歌劇団』にゲスト出演している。
月刊ファミ通ブロスにて設定の一部を共有した別作品『DARK ANGEL〜PHOENIX RESURRECTION〜』（以下：ブロス版）も連載された。
本項では、ブロス版についても解説する。

## あらすじ
中央の「央国」を中心に「南蛮」「東夷」「北荻」「西戎」を構成する。これら5国は「守護聖獣」の力を操る戦士「幻羅」によって守られている。主人公・濁（ダーク）は師である先代・淙（ソウ）から南蛮の幻聖「朱雀」を受け継ぐ。そして正式な名乗りを行うために「央国」へ旅立つ。
央国を除く周囲の四か国は不可侵となっており、各国の幻聖であっても訪ねる際には厳密な連絡が必要だが、方向音痴な濁は青龍が類の地である東夷に入り込んだ結果、青龍の幻聖・清（リーン）と悶着を起こしてしまう。騒ぎそのものは央国から訪れた使者によって治められたが、濁は幻聖の証である「朱鳳刀」を預けることとなる。
使者は刀工・琴（キン）に会うことを濁に薦め、琴から代わりとなる刀・蜃楼閻（しんろうえん）を得る。隣国・西戎から逃亡し、聖獣変のし過ぎで正気を失くした幻羅を殺すことなく治めるが、それに不満を感じた白虎の幻聖・筐に戦いを挑まれる。手傷を負い正気を失いながらも戦い続けた濁に琴は危険なものを感じ取る。
その後も道に迷いながら旅を続ける濁は各国を荒らす盗賊団「我夷羅那（ガイラナ）」に遭遇し、姜と蜃楼閻を奪われてしまう。取り戻すために我夷羅那の移動アジトに向かうが、同様に我夷羅那を追ってきた白虎の幻羅、玄武の幻羅も交えた混戦の内に眠る黒い意志に目覚め、「漆黒の四幻聖」を名乗り姿を消す。
数か月後、央国に召集された三幻聖の前に、朱鳳刀を力づくで取り戻した濁を含めた漆黒の四幻聖が現れる。

## 登場人物
声の項目はドラマCDの声優。
濁（ダーク）
声：山口勝平
本作の主人公。9歳の時に、先代の幻聖朱雀・淙に拾われた。病によって余命少ない師から南蛮の幻聖朱雀の座とその証である長刀・朱鳳刀を受け継ぐ。
方位を守護する立場ながら、生まれついての方向音痴であり、東夷に迷い込んだ際、出くわした清とその部下からはあり得ない話として笑われた上、「幻聖に見放されている」と指摘された。善良かつ理性的な性格だが、その心中には黒い意志が宿っており、我夷羅那との戦いで覚醒。漆黒の四幻聖を名乗り、央国に殴り込みをかける。
ブロス版では最初から傲岸不遜な性格で、央国の五道神に任命された淙から幻聖の座を譲られたという経緯を持つ。
姜（キョウ）
声：岡本麻弥
濁の従者である鳳精。もともとは淙の従者であり、濁を信用できずにいた。
清と濁の悶着に巻き込まれ命を落とすも、清の幻聖としての力によって蘇生した。
清（リーン）
声：天野由梨
東夷の幻聖青龍。幻聖の証として万象を操る四つの宝珠を持つ。宝珠は正確には五つだが数代前に失われており、最後のひとつ「金の宝珠」を見つけ出すのが一族の目的となっている。
央国の五道神に任命された先代の幻聖青龍に龍将十二神の一人として仕えており、涅は龍将十二神時代のライバルである。
色（シキ）
声：野上ゆかな（現・ゆかな）
清の従者である龍精。幻聖としての役目から動きが制限される清に代わって「金の宝珠」探索の任に就いている。
筐（ショウ）
声：子安武人
西戎の幻聖白虎。幻聖の証は不明だが、双頭の剣・白焔剣を使う。傲岸不遜な性格で、西戎から逃亡した犯罪者を殺さずに治めた濁に戦いを挑み片腕を失う傷を負う。
玻（ビー）
声：こおろぎさとみ
筺の従者である獣精で、主同様物騒な性格をしている。また、実兄が姜を庇って亡くなっており、姜に対して凄まじい憎悪を抱いている。
燕（エン）　
声：古澤徹
北狄の幻聖玄武。穏やかだが、大胆な一面を持つ。
雪花（セツカ）
声：根谷美智子
燕の従者である甲精。主同様穏やかな性格だが、力持ちでもある。
琴（キン）
刀工。濁に蜃楼閻（しんろうえん）という刀を授ける。筺のもつ白焔剣も琴の作で、筐は剣を譲ってもらうために礼儀正しく振舞うなど、かなり大きな猫を被っていた。
蜃楼閻（しんろうえん）
琴によって作られた刀。刀工でありながら平和を望む琴の意志で、刀でありながら「刃」がない。琴いわく「主の望むときにだけ斬ることができる刀」とのこと。濁自身は気に入っていたが、漆黒の幻聖として目覚めた際に置き捨てていった。

涅（ニエ）
声：折笠愛
青龍の幻聖に仕える龍将十二神の一人で、部下たちとともに清を裏切った。
デルピュネ
ギリシアより来た妖怪神。龍将十二神の謀反の首謀者。色に化けて涅を唆し、涅以外の龍将十二神を偽装していた。
淙（ソウ）
先代の幻聖朱雀で、濁の育ての親にして師匠。病によって己の余命を知り、修業の立ち合いの中で濁に幻聖の座を譲った。
ティアマト
声：弥永和子
ムシュフシュ
声：小野健一
山女の蕉(チャオ)
青龍の幻羅。風を操る法術を得意とする。先代の朱雀の幻聖・淙が東夷を訪れた際に指導を受け、類（種族）が違う者同士の交わりは禁じられていることは承知の上で淙を愛した。幻聖位を譲られる際に濁が淙を斬ったと聞いたことから濁を仇と呼び戦いを挑んだ。
大鷲の猟
朱雀の幻羅。新たな幻聖となった濁に仕えることとなっているが、正式な名乗りを果たしていない濁に関しては積極的に関わっていない。
白獅子の啖
白虎の幻羅。盗賊団・我夷羅那に連れ去られた妻・凄沙を救い出さんと追ってきた。元々は西戎でも屈指の実力者で次期幻聖の筆頭候補だったが、我夷羅那を追うために候補の時点で辞退していた。結局その努力も虚しく妻・凄沙は生命力を吸い取られて死亡しており、亡骸もミイラとして飾られていた。
我夷羅那（ガイラナ）
「機械神帝国ジパング」から来た、各国を荒らす盗賊団。北狄から派遣された玄武の幻羅たちと西戎から追ってきた白虎の幻羅によって退治される。
その正体は「九尾」と名乗る者によって作り出されたロボット兵器だった。
凄沙（スサ）
ブロス版に登場したキャラクターで、こちらは男性。朱雀の幻羅で、鷲を守護聖獣としている。濁と幻聖の座をめぐって争い、敗北した過去を持つ。

## 用語
幻羅
「守護聖獣」の力を持つ戦士。多くは央国や各幻聖の指揮下にあって民を守ることを職責とし、東夷の「龍将十二神」の様な称号を持つ者もいるが、犯罪を犯して追われる者もいる。
幻聖
央国の四方を囲む国家群「四聖」の加護を持つ存在。後継者は先代からの指名で決定する。代替わりは央国への出仕などが決定した場合と死亡によるものがある。後者の場合、死した幻聖の魂は後継者に宿り、その力となる。
漆黒の幻聖
濁が名乗り、央国で終結した4人を指す呼称。覚醒した濁の言なら現在の体制とは表と裏、光と影というべき存在。

聖獣変（せいじゅうへん）
幻聖・幻羅が自らの身体に守護聖獣を「降ろす」ことでその力を発揮する能力。自身の魂と引き換えに行うため、過度の使用は理性を失う危険もある。完全に変化する以外に身体の一部分だけ変化させる技も存在し、「半鳳翼（朱雀）」「半獣牙（白虎）」「半獣甲（玄武）」と類によって呼び方がちがう。
玄武が類だけは完全変化の際に聖獣の力を宿した鎧を纏う「聖獣甲」を使う。
精類
全長30cm弱程度の小人のような種族。鳳精・獣精・龍精・甲精の四種族が存在し、幻聖にはそれぞれ一人づつ仕える者が選定されている。

## 書誌情報
- 麻宮騎亜 『聖獣伝承ダークエンジェル』 角川書店〈ニュータイプ100%コミックス〉、全5巻
  1. 1992年、ISBN 4-04-8523171
  2. 1993年、ISBN 4-04-8523880
  3. 1994年、ISBN 4-04-8525212
  4. 1996年、ISBN 4-04-8526499
  5. 1997年、ISBN 4-04-8527452
- 麻宮騎亜 『聖獣伝承ダークエンジェル』徳間書店（アニメージュコミックス エクストラ）、上中下巻
  - 我夷羅那編後の描き下ろし分あり。

  1. 上巻 2000年6月 ISBN 978-4-19-770077-6
  2. 中巻 2000年6月 ISBN 978-4-19-770078-3
  3. 下巻 2000年6月 ISBN 978-4-19-770079-0
- 麻宮騎亜『DARK ANGEL〜PHOENIX RESURRECTION〜』エンターブレイン<ブロスコミックス>、全2巻
  1. 2001年10月、ISBN  4-75-7705476
  2. 2002年8月、ISBN 4-75-7709420
- 『ダークエンジェル　パーフェクトガイドブック』エンターブレイン2001年10月1日発刊、ISBN　4-75-7705484
  - イラスト集および設定資料集。

## ドラマCD
ビクターエンタテインメントより発売。
- 第一章「蠢動」 - 1995年7月21日発売。
- 第二章「逆襲」 - 1995年8月23日発売。
- 第三章「絶命」 - 1995年9月21日発売。
- 第四章「変身」 - 1995年10月21日発売。
- 第五章「崩壊」 - 1995年11月22日発売。

主題歌
- 『天壌の風』

作詞：弥勒/歌：中村裕介